# 三山近六
三山 近六（みやま きんろく、1839年10月15日（天保10年9月9日） - 1913年（大正2年）12月2日）は、明治時代の政治家、実業家。貴族院多額納税者議員。

## 経歴
肥前国彼杵郡時津村（現長崎県西彼杵郡時津町）で、呉服商・三山為吉の長男として生まれる。家業の呉服商を営んでいたが、三山汽船を設立し、大村湾で定期航路を運航する。1893年（明治26年）九州鉄道が開通すると、湾内航路を中止し、島原、佐世保、天草方面への定期航路を始めた。1910年（明治43年）肥後汽船と合併して設立した九州汽船の社長に就任した。
村会議員などを務め、公共事業を進めて地域の振興に尽力した。1911年（明治44年）長崎県多額納税者として貴族院議員に互選され、同年9月29日から1913年（大正2年）12月の死去まで在任した。